# ولز كوكي
ولز كوكي (بالإنجليزية: Wells Cooke)‏ هو عالم حيوانات وعالم طيور أمريكي، ولد في 25 يناير 1858، وتوفي في 30 مارس 1916.